# Wei Qiang
Wei Qiang (chiń. 魏嬙; pinyin Wèi Qiáng; ur. 25 kwietnia 1972 w Pekinie) – chińska softballistka występująca na pozycji prawozapolowej i łączniczki, medalistka olimpijska.
Trzykrotna olimpijka (IO 1996, IO 2000, IO 2004). Wraz z drużyną osiągnęła srebrny medal w Atlancie, oraz zajęła czwarte miejsce podczas igrzysk w Sydney i Atenach, występując kolejno w dziesięciu spotkaniach w 1996 roku, oraz w ośmiu meczach na igrzyskach w 2000 i 2004 roku.
Dwukrotnie zdobyła złoty medal igrzysk azjatyckich (1994, 1998) i jednokrotnie srebrny medal (2002).